# McGuinn, Clark & Hillman
McGuinn, Clark & Hillman è un album a nome di Roger McGuinn, Gene Clark e Chris Hillman, pubblicato dalla Capitol Records nel gennaio del 1979.

## Tracce
Lato A
1. Long Long Time – 3:06 (Chris Hillman, Rick Roberts)
2. Little Mama – 4:13 (Gene Clark)
3. Don't You Write Her Off – 3:13 (Roger McGuinn, Robert J. Hippard)
4. Surrender to Me – 3:33 (Rick Vito)
5. Backstage Pass – 4:22 (Gene Clark)

Durata totale: 18:27
Lato B
1. Stopping Traffic – 3:13 (Chris Hillman, Peter Knobler)
2. Feelin' Higher – 5:18 (Gene Clark, Jim Messina)
3. Sad Boy – 4:20 (Chris Hillman)
4. Release Me Girl – 3:52 (Gene Clark, Thomas Jefferson Kaye)
5. Bye Bye, Baby – 3:54 (Roger McGuinn, Robert J. Hippard)

Durata totale: 20:37

## Musicisti
- Roger McGuinn - chitarre, voce
- Gene Clark - chitarra, voce
- Chris Hillman - basso, chitarra, voce
- George Terry - chitarra acustica, chitarra elettrica, pianoforte
- Paul Harris - tastiere
- Greg Thomas - batteria
- Joe Lala - percussioni
- John Sambataro - voce aggiunta
- Donna Rhodes - accompagnamento vocale, coro
- Charles Chalmers - accompagnamento vocale, coro
- Sandra Chalmers - accompagnamento vocale, coro

Note aggiuntive
- Ron Albert - produttore
- Howard Albert - produttore
- Don Gehman - ingegnere del suono
- Sam Taylor - assistente ingegnere del suono
- Kevin Ryan - assistente ingegnere del suono
- Mike Lewis - arrangiamenti (strumenti a corda e strumenti a fiato)[1]